# 선원록
선원록(璿源錄)은 조선 왕실의 족보이다. 1680년 편찬되었다.